# 7mm Remington Ultra Magnum

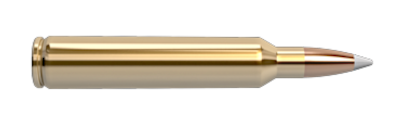
Um cartucho 7mm Remington Ultra Magnum.

O  7mm Remington Ultra Magnum (ou 7mm RUM) é um cartucho de fogo central para rifle no calibre .284 (7,2 mm) não cinturado em forma de "garrafa", introduzido pela Remington Arms em 2001.

## Informações gerais
O 7mm RUM foi criado usando o estojo .404 Jeffery que também foi usado para desenvolver o .375 RUM, o .300 RUM e o .338 RUM. Ao reduzir o .300 RUM para se adequar ao projétil de .284" (7 mm), a Remington produziu umestojo não cinturado com diâmetro de "cabeça" um pouco maior do que o dos estojos cinturados semelhantes. O estojo resultante tem significativamente mais capacidade do que qualquer estojo magnum cinturado convencional. Em comparação com o 7mm Remington Magnum, as cargas superioes do 7mm RUM fornecem 25% mais energia a 300 jardas. Tal desempenho exige um preço e, neste caso, é uma grande explosão na boca do cano, um recuo acentuado e curta vida útil do cano.

## Dimensões

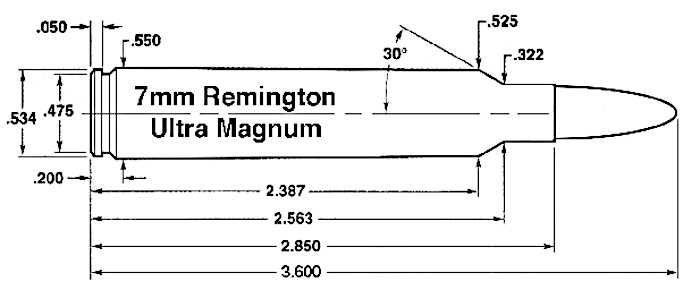